# Joakim Sikberg
Joakim Sikberg, född den 3 september 1971 och bosatt i Stockholm, är en svensk skådespelare och sångare. 
Joakim Sikberg är utbildad vid Scenstudion i Stockholm 1997–1999. Han har sedan 2004 arbetat med Romeo & Julia Kören vid Dramaten. Framför kameran har han bland annat medverkat i gästroller i Hjälp! (som  Vykortsgubben), tv-programmet Kontoret (som Jesper Nyrén), Skeppsholmen och Skilda världar. 
Han har också synts som huvudfigur i Aftonbladets reklamfilmer och har arbetat på Västerås teater. På scen har han även medverkat i bland annat "Monster", "Äkta" och "Brådis".

## Filmografi (i urval)
- 2007 – Hjälp! (TV-serie)
- 2012 – Kontoret (TV-serie)
- 2012 – Partaj (TV-serie)
- 2013 – Blå Linjen (TV-serie)
- 2018 – Sune vs. Sune
- 2019 – Sanctuary (TV-serie)
- 2024 – Whiskey on the Rocks (TV-serie)